# Plaza Menéndez Pelayo (Melilla)
La Plaza Menéndez Pelayo es uno de los lugares más emblemáticos de Melilla. Es una pequeña plaza situada en el centro de Melilla, España. Se encuentra frente a la Iglesia del Sagrado Corazón y el Edificio Modernista La Reconquista, dos de los edificios más representativos de la ciudad. La plaza es un espacio público que destaca por su ambiente tranquilo y su diseño arquitectónico.

## Historia
La Plaza Menéndez Pelayo es un importante espacio público en Melilla, inaugurado oficialmente en 1993. Su apertura estuvo marcada por la suspensión de la ceremonia prevista debido al luto oficial tras el fallecimiento del Conde de Barcelona, padre del Rey. Aunque la inauguración no se pudo llevar a cabo como estaba planeado, la plaza fue finalmente abierta al público, y a pesar de las polémicas iniciales sobre su diseño arquitectónico, fue bien recibida por los melillenses. El diseño moderno de la plaza, ideado por el artista plástico Carlos Baeza, aportó una renovada imagen a la ciudad, que favoreció la aceptación del espacio con el tiempo. Su nombre rinde homenaje a Marcelino Menéndez Pelayo, filólogo e historiador español. A lo largo de los años, la plaza ha sido objeto de diversas reformas y mejoras, pero ha mantenido su carácter acogedor y su importancia como punto de encuentro en la ciudad.

## Descripción
La Plaza Menéndez Pelayo es un pequeño recinto de forma rectangular, decorado con columnas y bancos de estilo góndola, que ofrecen un lugar para descansar y disfrutar del entorno. En el centro de la plaza se encuentra una escultura, obra de Juan Carlos Martínez Jiménez, que representa a Miguel de Cervantes junto a Don Quijote, lo que aporta un valor cultural al espacio y lo vincula a la rica tradición literaria de la literatura española.

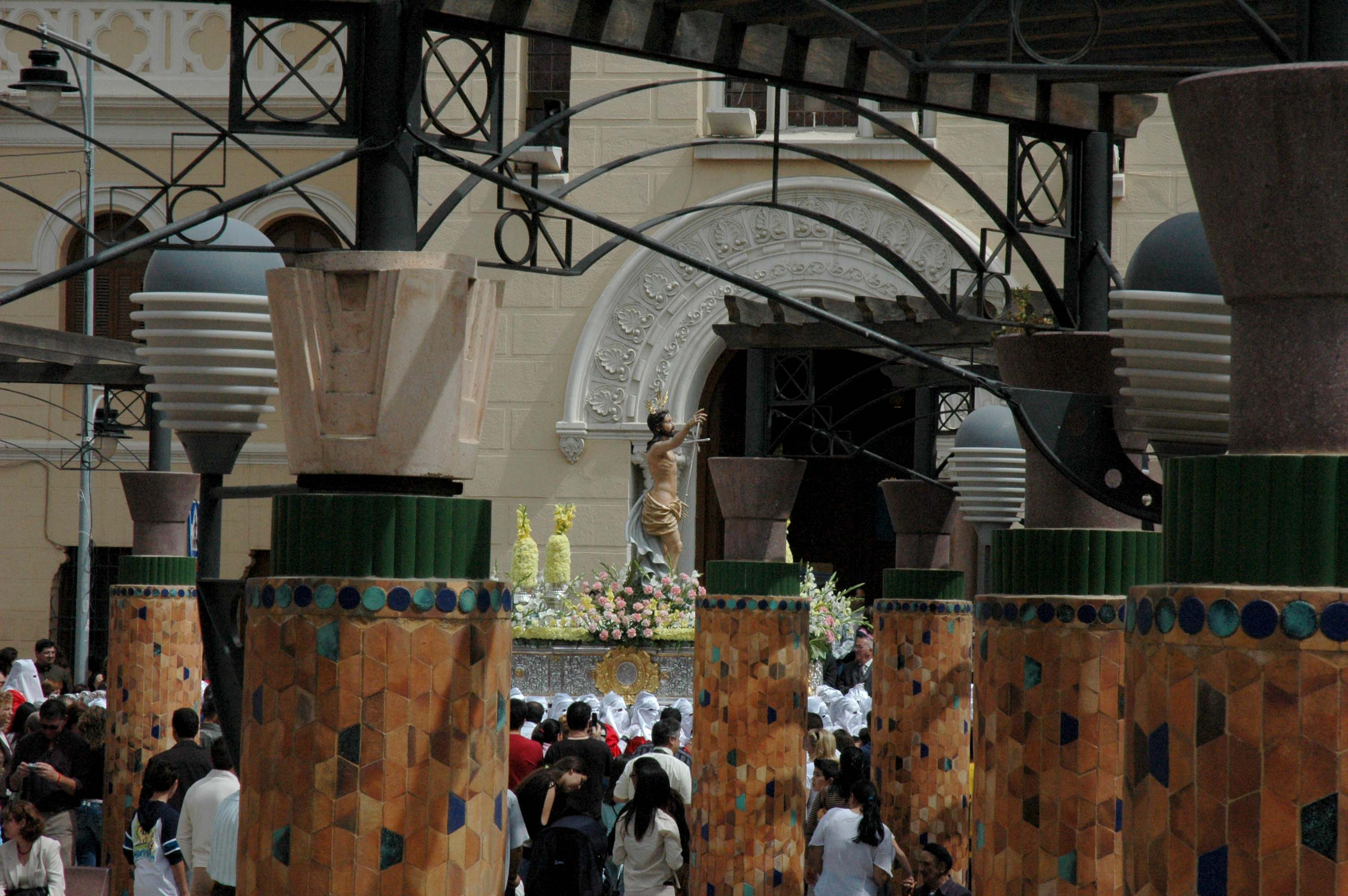
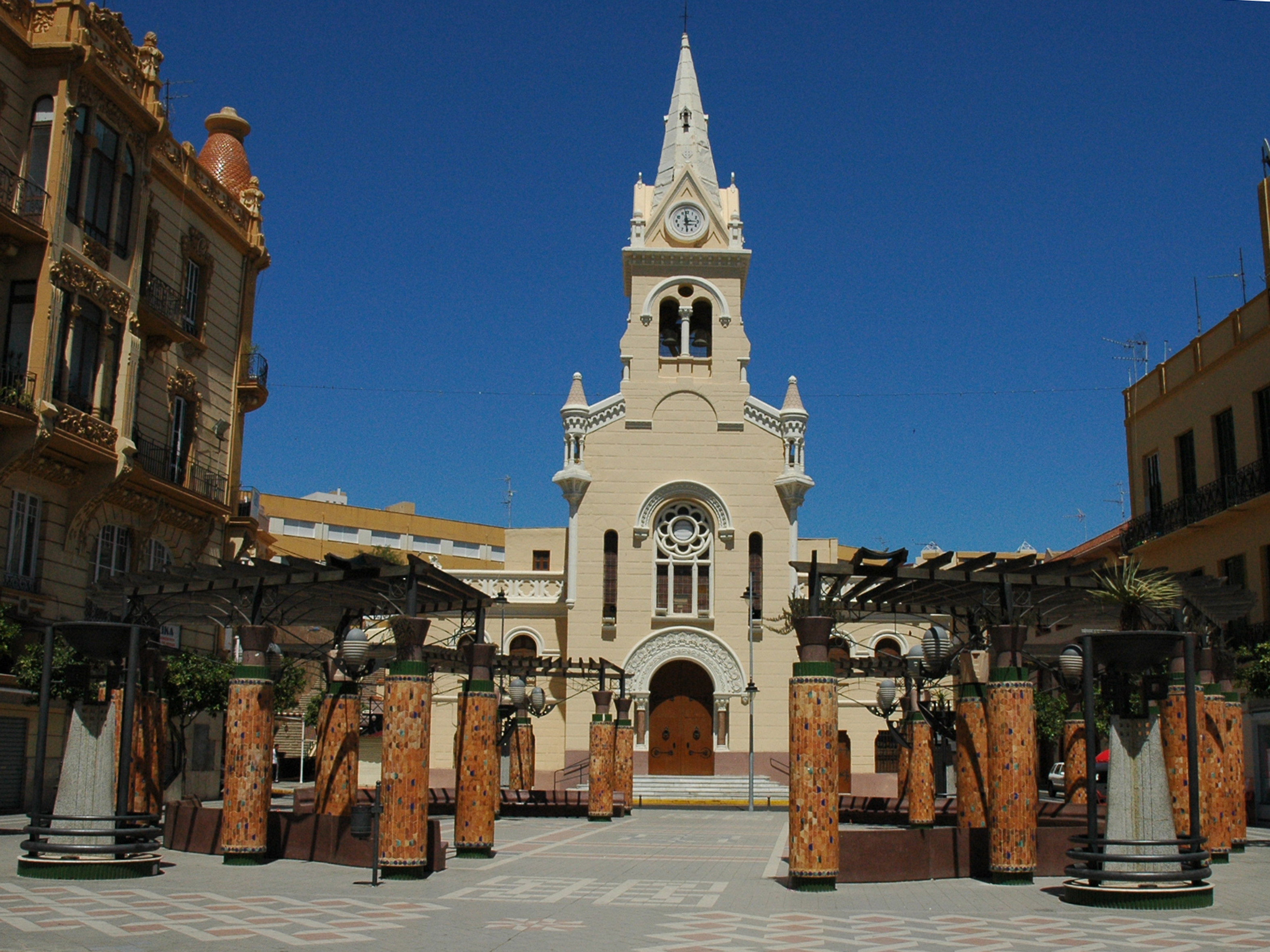
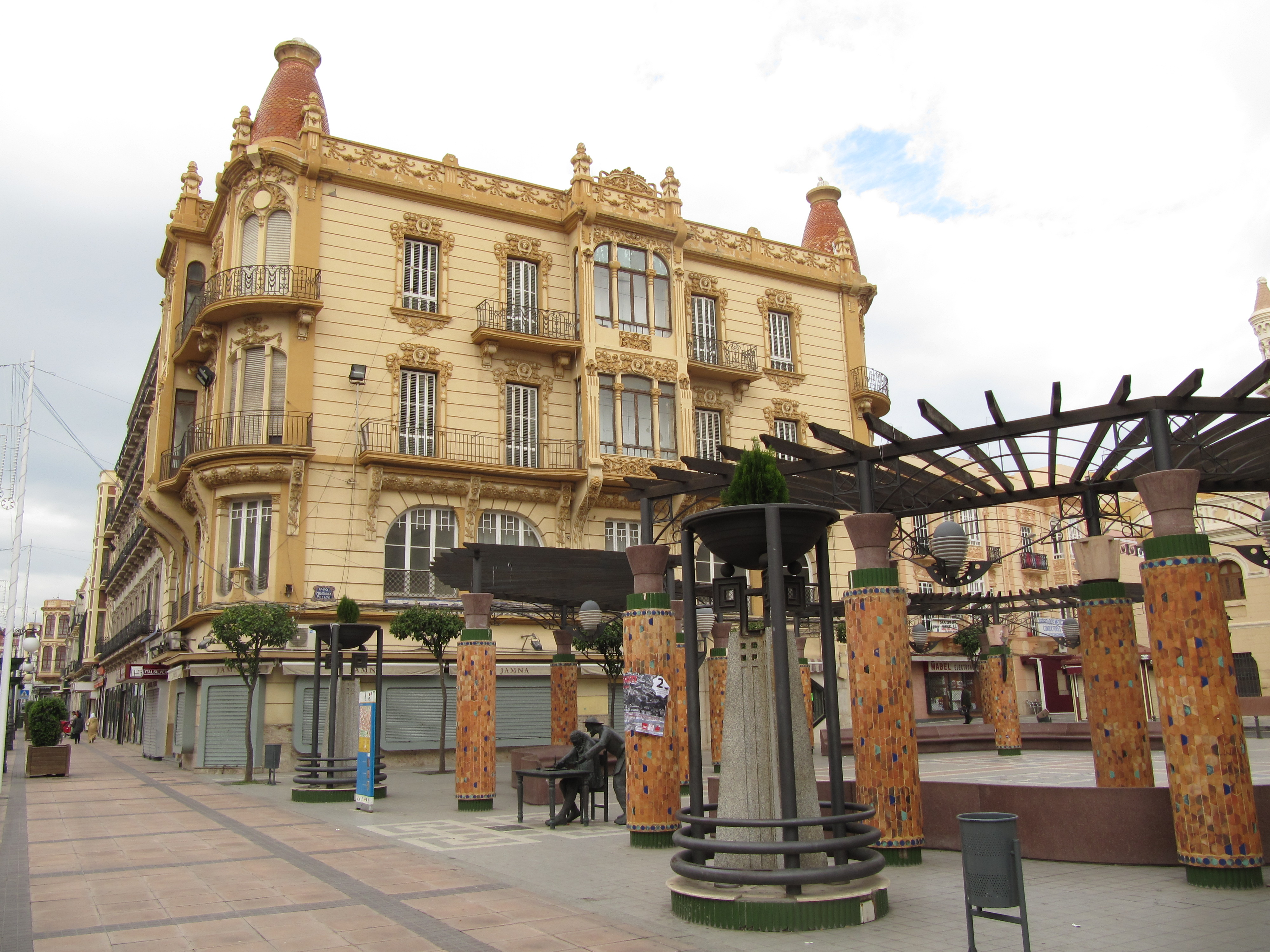